# George Washington Wilson
Pour les articles homonymes, voir George Washington (homonymie).
 (août 2021).
Si vous disposez d'ouvrages ou d'articles de référence ou si vous connaissez des sites web de qualité traitant du thème abordé ici, merci de compléter l'article en donnant les références utiles à sa vérifiabilité et en les liant à la section « Notes et références ».
George Washington Wilson (7 février 1823 à Aberdeen – 9 mars 1893) est un photographe écossais considéré comme un pionnier dans son domaine.

## Biographie

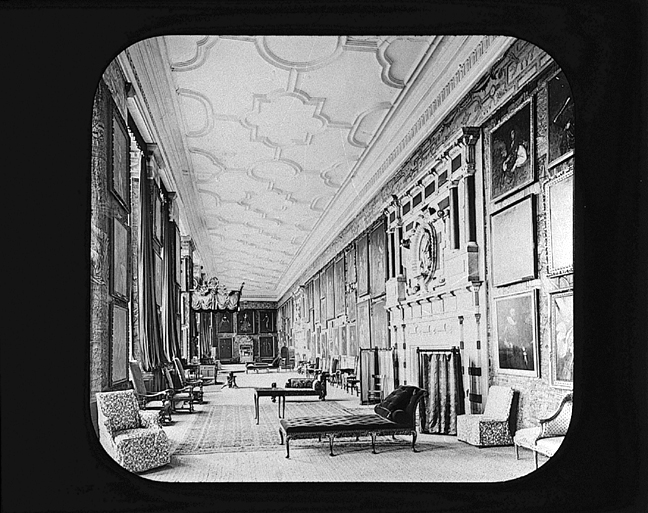
Photographie par George Washington Wilson de la grande galerie de l'abbaye de Welbeck dans le Nottinghamshire, Angleterre.

Après des études d'art à Édimbourg et Paris, George Washington Wilson retourne dans sa ville natale d'Aberdeen en 1849 et y élabore son premier appareil photographique. Il devient alors le premier portraitiste écossais en photographiant notamment la reine Victoria en 1855.
Outre la création d'un appareil photographique, son titre de « pionnier écossais de la photographie » est dû à son amélioration des techniques de prise de vue en extérieur et la production de masse des plaques photographiques qu'il a vendues à plus d'un demi-million d'exemplaires en 1864 selon ses dires.
Dans les années 1880, il visite l'archipel de Saint-Kilda, et photographie les différentes îles.
À sa mort en 1893, son entreprise emploie quarante personnes et constitue l'une des plus importantes du monde avec celle de James Valentine, un autre Écossais de Dundee.

## Œuvre
Aujourd'hui, plus de 40 000 plaques photographiques de Washington Wilson existent encore. L'université d'Aberdeen en possède deux lots : un donné par un photographe d'Aberdeen en 1958 et un autre découvert dans une maison en 1970.